# Лютау
Лютау (нім. Lütau) — громада в Німеччині, розташована в землі Шлезвіг-Гольштейн. Входить до складу району Герцогство Лауенбург. Центр об'єднання громад Лютау.
Площа — 11,24 км2. Населення становить 698 ос. (станом на 31 грудня 2020).